# Семеновкер, Борис Арьевич
Бори́с А́рьевич Семено́вкер (род. 21 октября 1935, Москва, СССР) — советский и российский библиограф и библиографовед, доктор педагогических наук (1990).

## Биография
В 1953 году поступил в Московский государственный институт иностранных языков, который он окончил в 1958 году. С 1958 по 1963 год работал учителем иностранного языка в средней школе Москвы. В 1963 году был принят на работу в ГБЛ, отработав там несколько лет, перешёл во ВГБИЛ. В 1970 году защитил кандидатскую диссертацию «Библиографические проблемы составления и издания печатных сводных каталогов при помощи ЭЦВМ».
В 1975 году был принят на работу в ВКП (РКП), где он заведовал сектором теории государственной библиографии, а также занимал должность ведущего научного сотрудника. Защитил докторскую диссертацию «Библиографические памятники Византии». В 1998 году вернулся в РГБ, где занимает должность главного научного сотрудника и поныне.

## Научная деятельность
Основные научные работы посвящены проблемам автоматизации библиографических процессов. Автор свыше 200 научных публикаций, в том числе 10 монографий и справочников.

### Основные работы
Книги
- Государственная библиография России. XVIII—XX вв. Московский период / Рос. гос. б-ка. — М.: Пашков дом, 2000—2005.-Вып. 1-7;
- Государственная библиография России XVIII—XX вв. Петербургский период / Рос. гос. б-ка. — М.: Пашков дом, 2002.-Вып. 1-2;
- Государственная библиография России. XVIII—XX вв. Историческая концепция : [вып. 8; гл. 16] / Рос. гос. б-ка. — М.: Пашков дом, 2005.-228, [3] с.;
- Библиография сквозь века и народы: сборник трудов / Рос. гос. б-ка. — Ч. 1-2. — М.: Пашков дом, 2015;
- Эволюция информационной деятельности до книгопечатания. — М.: Пашков дом, 2017.
- Библиографические памятники Византии. — М.: Изд-во Археографический центр, 1995. — 232 с.

Статьи
- Национальная библиография: плоскости и матрицы // Библиография. — 2004. — № 2.